# Monique H. Messier
Monique H. Messier est une productrice et scénariste québécoise.Elle est née en 1946 et morte le 13 décembre 2014.

## Biographie
Elle est éditrice au Groupe Librex de 2001 à 2014.
En 2007 et 2012, elle est nommée membre à temps partiel de la Régie du cinéma.
Elle meurt le 13 décembre 2014 à l'âge de 68 ans.

## Filmographie

### comme productrice
- 1975 : L'Argent
- 1982 : Le Futur intérieur
- 1984 : Un amour de quartier (série TV)
- 1989 : Dans le ventre du dragon
- 1993 : Blanche (série TV)
- 1994 : Craque la vie! (TV)
- 1996 : Marguerite Volant (feuilleton TV)

### comme scénariste
- 1983 : Rien qu'un jeu
- 1994 : Craque la vie! (TV)
- 1996 : Marguerite Volant (feuilleton TV)